# Ethel Barrymore
Ethel Mae Blythe (ur. 15 sierpnia 1879 w Filadelfii, zm. 18 czerwca 1959 w Los Angeles) – amerykańska aktorka, siostra Johna i Lionela Barrymore’ów, stryjeczna babcia Drew Barrymore.
Czterokrotnie nominowana do Oscara, statuetkę odebrała raz za rolę drugoplanową w filmie Nic oprócz samotnego serca.

## Życiorys
Ethel Barrymore urodziła się jako Ethel Mae Blythe w Filadelfii, jako drugie dziecko pary aktorów Maurice’a Barrymore’a (którego prawdziwe nazwisko brzmiało Herbert Blythe) i Georgiany Drew. Dzieciństwo spędziła w Filadelfii, gdzie uczęszczała do katolickich szkół.
Ethel jest siostrą aktorów Johna i Lionela, ciotką aktora Johna Drew Barrymore’a oraz cioteczną babką aktorki Drew Barrymore. Jest również siostrzenicą Johna Drew Jr. i Sidneya Drew. Matką chrzestną aktorki była polska aktorka Helena Modrzejewska.

### Kariera
Ethel Barrymore była cenioną aktorką teatralną w Nowym Jorku, jedną z najjaśniejszych gwiazd Broadwayu. Dziś wielu uważa ją za największą aktorkę swojego pokolenia.
Jej pierwszy występ na Broadwayu, to rola w 1895 roku w sztuce The Imprudent Young Couple, w którym wystąpiła u boku swojego wuja Johna Drew Jr. i Maude Adams. Ponownie zagrała z Drew i Adams w 1896 roku w przedstawieniu Rosemary. Grała Norę w Domu lalki Ibsena (1905) oraz Julię w Romeo i Julia Szekspira (1922).
Była także zdecydowanym działaczką związku Actors’ Equity Association, brała udział w głośnych strajkach w 1919 roku. W 1926 roku osiągnęła jeden ze swoich największych sukcesów, odtwarzając rolę wyrafinowanej żony w komedii Williama Somerseta Maughama The Constant Wife.
W filmie debiutowała w 1914 roku występując w niemym filmie The Nightingale. W 1932 roku zagrała w Ostatniej cesarzowej, w towarzystwie swoich dwóch braci, Johna i Lionela. W filmie wcieliła się w postać w carycy Aleksandry.
Barrymore była fanką baseballu i boksu. Jej podziw dla boksu zakończył się, kiedy na żywo widziała walkę pomiędzy Dempseyem a Willardem z 4 lipca 1919, walki niezwykle brutalnej, w której Dempsey wybił ze szczęki Willarda kilka zębów. Ethel nie brała później udziału w innym spotkaniu bokserskim, choć oglądała boks w telewizji.
Otrzymała Oscara dla najlepszej aktorki drugoplanowej za rolę w filmie z 1944 r. Nic oprócz samotnego serca, gdzie wystąpiła u boku Cary’ego Granta. 22 marca 2007 r., jej Oscar był oferowany do sprzedaży w serwisie eBay. Aktorka była jeszcze trzykrotnie nominowana do Nagrody Akademii Filmowej w tej samej kategorii, jednak nagrody nigdy więcej nie otrzymała.
Wystąpiła m.in. w Krętych schodach (1946) w reżyserii Roberta Siodmaka, Akcie oskarżenia (1947) w reżyserii Alfreda Hitchcocka oraz Portrecie Jennie (1948). Jej ostatni występ w filmie to Johnny Trouble z 1957 roku. Aktorka również sporo występowała w serialach telewizyjnych po 1950 roku.
Do najbliższych przyjaciół aktorki należał Winston Churchill, który podobno kiedyś proponował jej małżeństwo.
Aktorka była trzecią kobietą, której twarz zdobiła okładkę tygodnika Time (nr. z 10 października 1924 roku).
Ethel Barrymore zmarła z powodu choroby układu krążenia w 1959 roku, w swoim domu w Hollywood, w Kalifornii. Została pochowana w Calvary Cemetery w Los Angeles.
Ethel Barrymore Theatre w Nowym Jorku jest nazwany jej imieniem. Aktorka posiada również własną gwiazdę w Hollywood Walk of Fame znajdującą się przy 7000 Hollywood Boulevard.

## Filmografia
Filmy fabularne

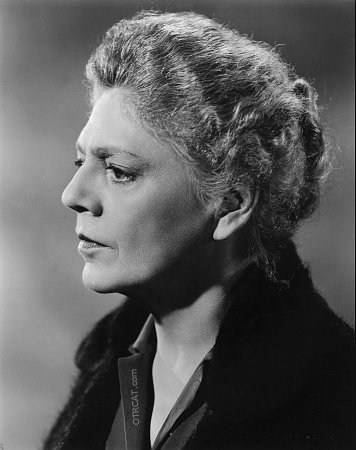
Barrymore na zdjęciu z 1940 roku

- 1914: The Nightingale jako Isola Franti, ‘Słowik’
- 1915: The Final Judgment jako Jane Carleson / Pani Murray Campbell
- 1916: Pocałunek nienawiści (The Kiss of Hate) jako Nadia Turgeneff
- 1916: The Awakening of Helena Ritchie jako Helena Richie
- 1917: Biały Kruk (The White Raven) jako Nan Baldwin
- 1917: The Call of Her People jako Egypt
- 1917: Największa władza (The Greatest Power) jako Miriam Monroe
- 1917: The Lifted Veil jako Clorinda Gildersleeve
- 1917: Life’s Whirlpool jako Esther Carey
- 1917: The Eternal Mother jako Maris
- 1917: Amerykańska wdowa (An American Widow) jako Elizabeth Carter
- 1917: National Red Cross Pageant jako Flanders
- 1918: Our Mrs. McChesney jako Emma McChesney
- 1919: Rozwódka (The Divorcee) jako Lady Frederick Berolles
- 1926: Camille jako Olympe
- 1932: Ostatnia cesarzowa (Rasputin and the Empress) jako Caryca Aleksandra
- 1933: All at Sea
- 1944: Nic oprócz samotnego serca (None But the Lonely Heart) jako Ma Mott
- 1945: Kręte schody (The Spiral Staircase) jako pani Warren
- 1947: Córka farmera (The Farmer’s Daughter) jako Agatha Morley
- 1947: Moss Rose jako Lady Margaret Drego
- 1947: Night Song jako Panna Willey
- 1947: Akt oskarżenia (The Paradine Case) jako Lady Sophie Horfield
- 1948: Moonrise jako Babcia
- 1948: Portret Jennie (Portrait of Jennie) jako Panna Spinney
- 1949: Wielki grzesznik (The Great Sinner) jako Babcia Ostrovsky
- 1949: That Midnight Kiss jako Abigail Trent Budell
- 1949: The Red Danube jako Matka przełożona
- 1950: Pinky jako Panna Em
- 1951: Miła staruszka (Kind Lady) jako Mary Herries
- 1951: The Secret of Convict Lake jako Granny
- 1951: It’s a Big Country jako pani Brian Patrick Riordan
- 1952: Ostatni termin (Deadline – U.S.A.) jako Margaret Garrison
- 1952: Just for You jako Alida De Bronkhart
- 1953: Historia trzech miłości (The Story of Three Loves) jako pani Hazel Pennicott (nowela „Mademoiselle”)
- 1954: Young at Heart jako Ciocia Jessie Tuttle
- 1957: Johnny Trouble jako Katherine Chandler

Seriale telewizyjne
- 1950: NBC Television Opera Theatre jako narrator
- 1952: Hollywood Opening Night
- 1953: Omnibus
- 1954: Climax! jako Madame Rosalie La Grange
- 1955: General Electric Theater jako Matka

## Nagrody
- Nagroda Akademii Filmowej Najlepsza aktorka drugoplanowa: 1945 Nic oprócz samotnego serca